# 佐々木等
佐々木 等（ささき ひとし、1891年3月19日- 1982年7月23日）は、福島県出身のサッカー選手・指導者、大学教授。サッカー日本代表の監督としては、歴代2代目（選手兼任監督でもあった）に当たる。

## 経歴
1891年、福島県相馬地方にて、貧農の家に四男（11人きょうだいの下から2番目）として生まれた。小学校卒業後、東京に出て丁稚奉公するも長続きせず、転々と奉公先を変え、結局帰郷。乙種農学校に入るも程なくして退学し、新設された准教員養成所に入ったが、正規の教員になるため福島県師範学校に転じた。福島師範学校卒業後小学校教員となるも、知人の誘いで1915年9月、東京高等師範学校特科（体育科）の第1期生として入学した。
スポーツ歴としては、福島師範学校時代に始めた長距離走で活躍。東京高師に入学した後は同校の蹴球部（現：筑波大学蹴球部）に入り、サッカー選手としてのキャリアをスタートさせた。1917年に東京で開かれた第3回極東選手権競技大会では、25マイルマラソン（現在のフルマラソンに相当）、10マイル短縮マラソン（現在のハーフマラソンに相当）、そしてサッカーの選手として出場した。サッカー日本代表初の国際試合（国際Aマッチではない）となった中華民国戦（1917年5月9日。芝浦運動場）にハーフバックの選手として、翌日のフィリピン戦（第3回極東選手権競技大会のサッカー競技 日本対フィリピン）にはインサイドハーフの選手として、それぞれ出場した。東京高師在学中には佐倉中学（現・千葉県立佐倉高等学校）でサッカーの指導をした記録が残っている。東京高師卒業後は、東京府立第五中学校（現・東京都立小石川中等教育学校）や東京高師附属小学校（現・筑波大学附属小学校）の教員を務めた。
1921年に上海で開かれた第4回極東選手権では、選手兼任監督として出場。しかし、5月30日のフィリピンとの試合で1-3、6月1日の中華民国との試合で0-4と、2連敗（最下位〔フィリピン、中華民国〈優勝〉とのリーグ戦で3位〕）に終わった。
1924年東京高師に体育研究所が設立されると、遊戯部長になり球技専門の講師となる。1926年に学校体操教授要目改正に際して、当時としては異例の35歳で教授に昇格し、さらに文部省調査委員となり球技の海外からの導入に尽力した。アムステルダムオリンピック（1928年）の際には、文部省留学生となり欧米を歴訪した。
その後、東京女子高等師範学校（現・お茶の水女子大学。1935〜42年。戸倉ハル・竹之下休蔵らとともに1936年に女子体育振興会、1937年に同校の体育科設立に関わった）、中華民国国立南京中央大学（現・南京大学。1943年～45年3月。）、宇都宮師範学校（現・宇都宮大学教育学部。同大学昇格時にも在籍した。1945年4月～。）など様々な学校の教授を歴任し、新設の福島大学の教育学部体育学科に招聘された。68歳で福島大学を定年退職し、その後は71歳で定年退職するまで中京大学で教鞭を執り、体育学部長も務めた。さらにその後も日本女子体育大学で教鞭を執った（前身の日本女子体育専門学校でも教師をしている）。
1982年7月23日、東京都杉並区で肺血栓により91歳で死去した。
30を超える著書があり、その中には『フットボール』（戦前のサッカー専門書としてはベストセラーになった）もある。

## 選手経歴
- 東京高等師範学校

## 代表歴

### 出場大会
- 1917年：極東選手権競技大会サッカー競技
- 1921年：極東選手権競技大会サッカー競技

### 試合数
- 4試合 0得点(1917，1921)

| 日本代表 | 国際Aマッチ | 国際Aマッチ | その他 | その他 | 期間通算 | 期間通算 |
| 年       | 出場        | 得点        | 出場   | 得点   | 出場     | 得点     |
| -------- | ----------- | ----------- | ------ | ------ | -------- | -------- |
| 1917     | 0           | 0           | 2      | 0      | 2        | 0        |
| 1921     | 0           | 0           | 2      | 0      | 2        | 0        |
| 通算     | 0           | 0           | 4      | 0      | 4        | 0        |

## 指導者経歴
- 1921年　日本代表 監督（選手兼任監督でもあった）